# 湯瑪士·薩斯
湯瑪士·史蒂芬·薩斯（英語：Thomas Stephen Szasz; （1920年4月15日—2012年9月8日））是美國匈牙利裔學者、精神病學家和心理分析学家，他大部分的職業生涯貢獻於位在美國紐約州雪城的紐約州立大學上州醫科大學。薩斯是美國精神醫學學會的傑出人士和美國精神分析協會的終身會員，他是最著名的精神病學的典範和科學基礎的社會批評家，正如他所認為的現代社會醫學的社會控制目標，還有科學主義。他的著作《精神疾病的神話》（1961年）和《虛構的瘋狂》（1970年）闡述了一些與他最相關的論點。
薩斯在整個職業生涯中都認為精神疾病是生活中人類問題的隱喻，精神疾病不是身體疾病意義上的「疾病」，除少數識別的腦部疾病外，「 精神疾病診斷與統計手冊所列出的精神疾病，缺乏生物或化學檢查，或活檢、屍體解剖的驗證」  。
薩斯在他的職業生涯中贊同針對成年人的心理治療、精神醫療，前提是需要經過被治療者同意，並且他自己長年投入這些實務工作。薩斯本人一直堅稱他並非反精神醫學 ，而是反對強制性、拘禁和非自願式的精神醫療。他對非自願式精神醫療的特殊診斷看法，源於公民自由意志主義 ，基於每個人都有權享有身體完整性、個人主權，以及和免於他人暴力的權利。

## 生平
薩斯1920年4月15日生於匈牙利布達佩斯，父母Gyula和Lily都是猶太人。他在1938年移居美國，之後進入辛辛那提大學研讀物理學學士，1944年取得醫學學位。他在辛辛那提綜合醫院(Cincinnati General Hospital)完成住院醫師訓練，之後於1951至1956年間在芝加哥心理分析研究所工作(Chicago Institute for Psychoanalysis)，之後5年成為他們的工作同仁，期間包括2年在美國海軍預備隊服役。薩斯於1956年加入紐約州立大學，1962年他在紐約州立大學獲得醫學學位 。

## 主張

### 心理疾病是迷思
薩斯第一次提出針對「心理疾患」作為一個法律概念的批評，是在1958年一篇刊登於《哥倫比亞法學評論》的論文中。他指出「心理疾患」的實證依據，沒有比魔鬼附身多。
1961年薩斯在美國參議院委員會中作證指出，認為使用精神病院監禁被定義為精神病的人違反了醫病關係的一般假設，並將醫生變為監獄的監獄長和守護人。

### 精神病學和國家分離
薩斯認為，如果我們接受「精神疾病」是對不被認可的行為的委婉說法，那麼國家就沒有權利強迫這些人接受精神「治療」。同樣，國家應無權干預的成年人自願的心理健康實踐（例如，透過法律管控精神藥物或精神科治療藥物的供應）。醫療化的政府催化產生出了一種“治療國家”（therapeutic state），而政權可以將某人指定為“精神錯亂”或“吸毒成癮者”。保姆國家的保姆職責讓位給了心理咨詢師，保姆僅僅告訴人們應該做什麽，而咨詢師則告訴人們應該如何思考和感受。如果說保姆國家是懲罰式的、嚴厲的、專制的，那麽治療國家則是感性的、鼓勵的、然而更加專制的。
他在冷戰時期批評所謂的「自由世界」國家，卻和共產主義國家同樣的方式在進行精神醫療。

### 吸毒的權利
薩斯認為，毒癮不是一種可以透過合法藥物治癒的“疾病”，而是一種社會習慣。薩斯主張建立自由的毒品市場。他批評美國發動的毒品戰爭，認為娛樂性用藥其實是沒有受害者的犯罪行為。禁毒本身這一行爲則構成犯罪。他認為，毒品戰爭導致各國做出半個世紀前從未考慮過的事情，例如禁止一個人攝入某些物質，或干涉其他國家內政以阻止某些植物的生產，例如古柯根除計劃，或反鴉片運動；但兩者都是西方世界反對的傳統藥用植物。儘管薩斯對精神藥物的優點持懷疑態度，但他贊成廢除禁毒令。
薩斯也將對吸毒者這一少數群體的迫害，與對猶太人和同性戀少數群體的迫害進行了類比。
納粹談到了「猶太人問題」。我們現在談到藥物濫用問題。事實上，「猶太人問題」是德國人對猶太人的迫害的名稱。 「藥物濫用問題」是我們對使用某些藥物的人進行迫害的名稱。——薩斯，《第二罪》 The Second Sin （1973年）:64
薩斯引用了前美國眾議員詹姆斯·漢利（James M. Hanley）將吸毒者稱為“害蟲”的說法，「使用了與納粹用來為用毒氣謀殺猶太人辯護的相同的比喻來譴責使用或販賣非法毒品的人，即，受迫害的人不是人，而是‘害蟲’」。

### 自殺的權利
薩斯以節育做類比，認為個人應該能夠在不受醫學或國家干擾的情況下自由選擇何時死亡，就像他們可以在不受外界干擾的情況下選擇何時懷孕一樣。他認為自殺和死亡權是人類最基本的權利，但他反對國家批准的安樂死。薩斯在2006年關於維吉尼亞·吳爾芙的書中指出，伍爾夫透過有意識和深思熟慮的行為結束了自己的生命，她的自殺是她選擇自由的表現.:661。